# Mehuiael
En el Gènesi capítol quart Mehuiael ('colpit per Déu') és el fill d'Irad i, per tant, besnet de Caín. Va ser el pare de Metuixael.
Segons una tradició apòcrifa jueva, un besnet seu anomenat Tubal-Caín va assassinar per error Caín, el fill malvat d'Adam. Quan va dir-li-ho al seu pare Lèmec, aquest el va matar a ell. Aleshores, la terra va esberlar-se i va engolir la família de Mehuiael; el mateix Mehuiael, el seu fill Metuixael i el seu pare Irad.